# Ioánnis Paraskevópoulos
Ioánnis Paraskevópoulos (en grec moderne : Ιωάννης Παρασκευόπουλος) est un banquier et une personnalité politique de la période d'après la Seconde Guerre mondiale en Grèce. Né en 1900 à Lávda (en), il est brièvement ministre avant d'être à la tête de deux gouvernements provisoires en 1964 et 1966. Il décède en 1984.